# La Force (Dordonha)
La Force (La Fòrça em occitano) é uma comuna francesa na região administrativa da Nova Aquitânia, no departamento Dordonha. Possui uma área de 15,59 km² e 2.336 habitantes (censo de 1999), perfazendo uma densidade demográfica de 150 hab/km².